# The Gift (programma televisivo)
The Gift è un programma documentaristico australiano trasmesso dalla Nine Network. La narratrice del programma è la giornalista del programma australiano 60 minutes Tara Brown.
The Gift esplora le storie e l'importanza della donazione degli organi in Australia. Una seconda serie è stata trasmessa dal 12 agosto 2009.